# Friedrich Hölderlin
Œuvres principales
- Hypérion
- La Mort d'Empédocle
- Hymnes
- Remarques sur Œdipe et Antigone

Friedrich Hölderlin ([ˈfʁiː.dʁɪç ˈhœl.dɐ.lɪn] ; 1770-1843) est un poète et philosophe de la période classico-romantique en Allemagne, qui s'enracine dans la seconde moitié du XVIIIe siècle et se poursuit au XIXe siècle romantique.
Il est une figure majeure de cette époque de la littérature allemande qu'une certaine tradition culturelle fait rayonner autour du nom et de la figure emblématique de Goethe, époque littéraire dite de la Goethezeit (de). Toutefois, la « Grèce de Hölderlin » est originale et diffère du modèle grec classique auquel retournent Goethe et Schiller  à Weimar, en même temps qu'elle ne permet pas de ranger Friedrich Hölderlin auprès des premiers romantiques de Iéna, dans la mesure où les « modernes » romantiques vont quitter la référence à la Grèce antique, des romantiques que cependant Hölderlin côtoie.
Philosophiquement, Hölderlin occupe une place à part dans l'idéalisme allemand, à côté de Hegel et de Schelling.
C'est au XXe siècle qu'on reconnaîtra l'importance de Hölderlin, qui avait été assez mal compris de son temps. Sa réception au XXe siècle constitue de fait un long chapitre en soi. En France, Hölderlin est d'abord reçu par les surréalistes à travers le mythe « romantique » du « poète fou », tandis qu'à partir des années 1960, sa réception par les intellectuels français passe massivement par celle de Heidegger.

## Situation de Hölderlin dans l'histoire littéraire et philosophique

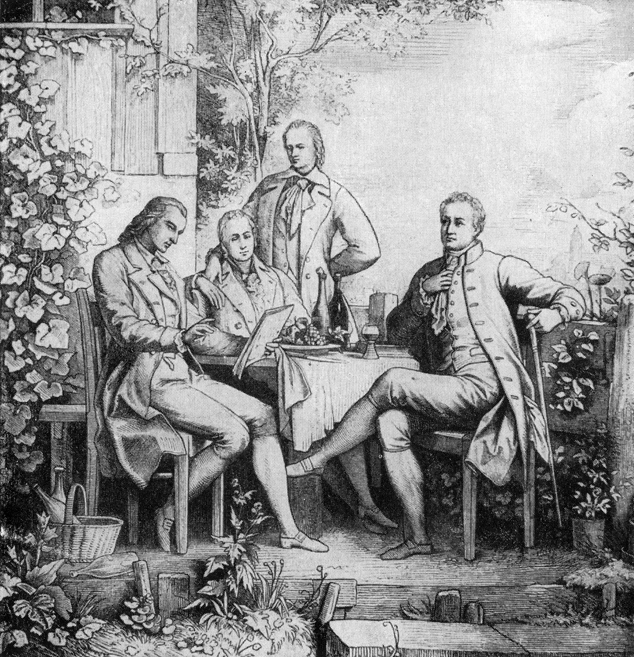
Au « temps de Goethe » (Classicisme de Weimar) : Friedrich Schiller, Wilhelm et Alexander von Humboldt, Johann Wolfgang von Goethe à Iéna, vers 1797.

La première acmé de la littérature allemande, correspondant à son « classicisme », un siècle après l'« époque classique » en France, précédée d’un « pré-classicisme » avec Gotthold Ephraim Lessing, comprend un courant qui va du Sturm und Drang aux deux grands classiques allemands Goethe et Schiller pour engendrer les « Modernes » du romantisme allemand tels Tieck, ou Novalis. Jean Chassard et Gonthier Weil mettent à part Hölderlin pour le lyrisme, Kleist pour le théâtre, et Jean Paul pour le roman.

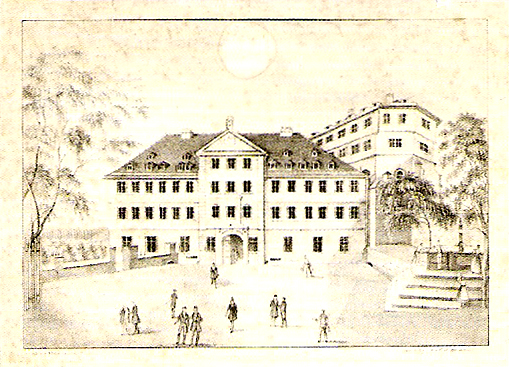
Le Stift : Grand Séminaire protestant de Tübingen, vers 1840, Lithographie.

Par ailleurs, l’énorme élaboration philosophique allemande d’alors, marquée par le protestantisme culturel, est partie prenante de cette époque. Pour Hölderlin, le grand nom est Emmanuel Kant, qu'il qualifie en ces termes : « Kant est le Moïse de notre nation », suivi de près par Johann Gottlieb Fichte, que Hölderlin (qui a été son auditeur à Iéna en 1794-1795) qualifie de « titan ». Hölderlin fait partie du courant de l’idéalisme allemand avec Hegel et Schelling : les trois furent étudiants en théologie ensemble au Tübinger Stift, le Grand Séminaire protestant de Tübingen.

## Vie et œuvre de Hölderlin
La vie et l'œuvre de Friedrich Hölderlin sont difficilement dissociables : elles se partagent l'une et l'autre en « deux moitiés » autour de 1806, date qui signe l'entrée dans la folie du poète, devenu à partir de 1807 et jusqu'à sa mort le pensionnaire de la famille du menuisier Zimmer dans la célèbre tour de Tübingen sur le Neckar.

### Enfance et formation

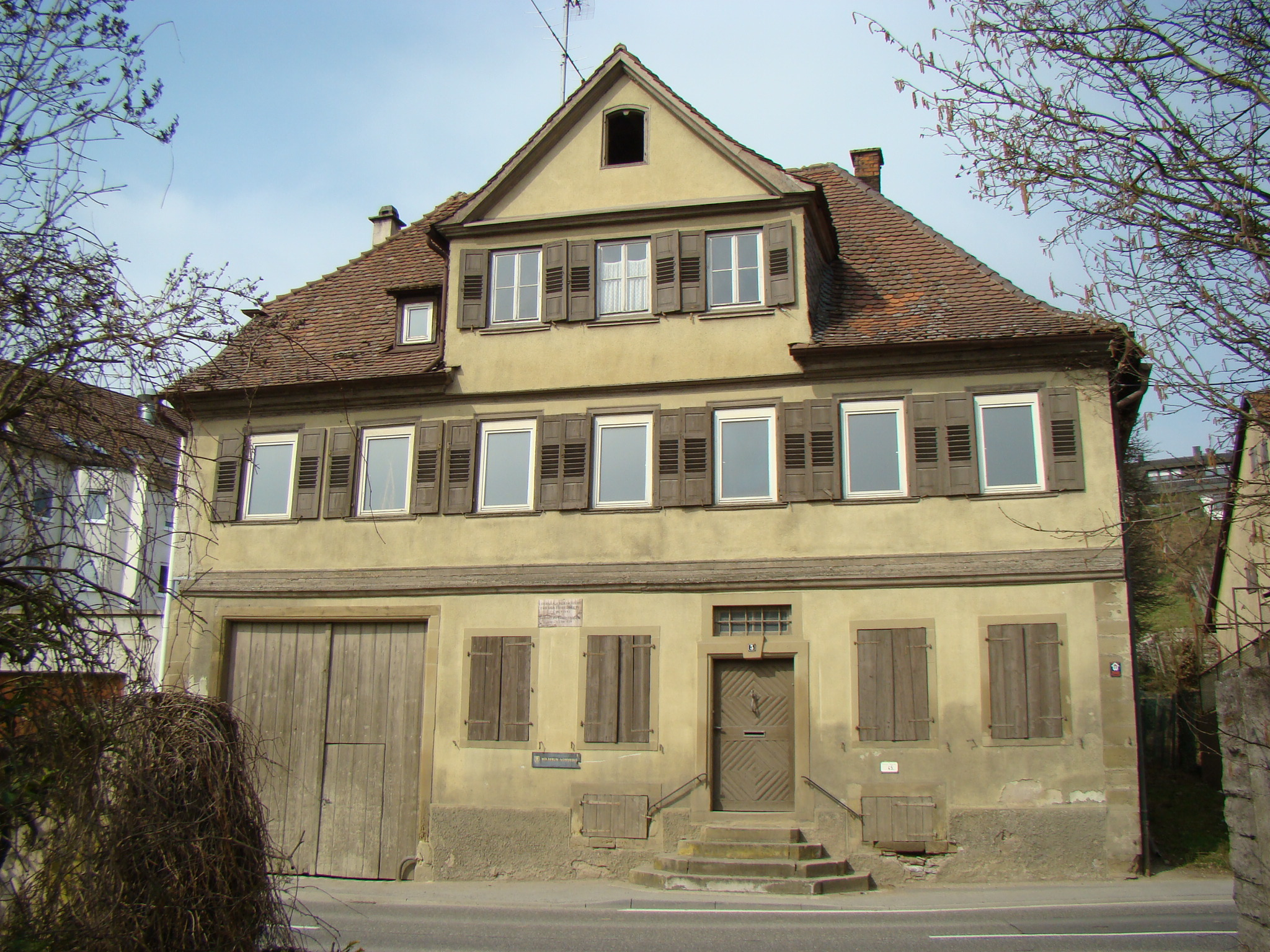
La maison des parents de Hölderlin à Lauffen am Neckar.

Johann Christian Friedrich Hölderlin est né le 20 mars 1770 en Souabe à Lauffen am Neckar, aujourd'hui ville du Bade-Wurtemberg. Son père, Heinrich Friedrich Hölderlin, administrateur de biens conventuels, meurt à 36 ans, alors qu'il n'a que deux ans. En 1774, sa mère, Johanna Christiana Hölderlin, se remarie à 26 ans avec le conseiller Gock, bourgmestre de Nürtingen, qui décédera en 1779. Cette situation de l'enfant Hölderlin exposé à la mort accidentelle de son « second père » répétant celle de son « vrai père » a suscité après coup au XXe siècle l'intérêt de la psychanalyse. Comme le constate Rudolf Leonhard, Hölderlin est « issu d'une famille où l'on meurt beaucoup » : à la suite des veuvages de sa mère, Hölderlin baignera dans un milieu familial essentiellement maternel et féminin, peuplé d'une succession de vies et de morts : la plupart de ses petites sœurs, ainsi qu'un anonymus, meurent en bas âge. Seuls restent en vie sa deuxième sœur et chère « Rike », Heinrike Hölderlin, née en 1772, et un demi-frère, Karl Gock, né en 1776.

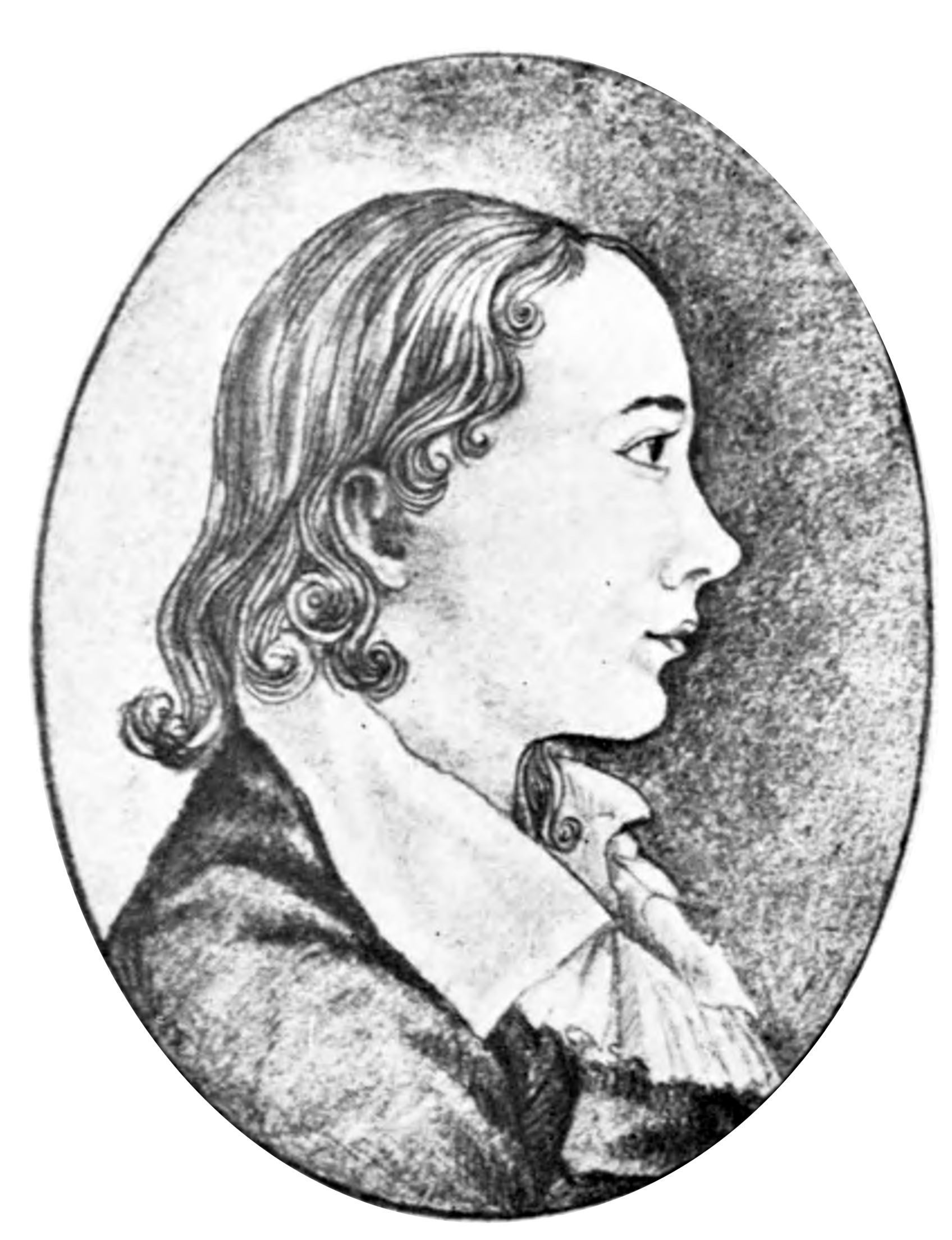
Friedrich Hölderlin par IG Nast, 1788.

Poussé par sa mère, qui souhaiterait le voir devenir pasteur comme son propre père, Hölderlin entre en 1784 au petit séminaire de Denkendorf, où il apprend le grec ancien, le latin et l'hébreu. Il lit Klopstock, et la poésie idéaliste de Schiller. Vers l'âge de quatorze ans, il écrit ses premiers poèmes (comme Mon propos), ainsi que ses premières lettres retenues. Comme il l'écrit en effet dans une lettre à Nathanaël Köstlin, il trouve l'aide d'un père spirituel, en la personne du diacre de Nürtingen : « Je vous prie très humblement, très cher Monsieur le Diacre, d'être mon guide, mon père, mon ami. »
Deux ans plus tard, Hölderlin poursuit ses études au séminaire de Maulbronn, où il se lie avec son condisciple Immanuel Nast, qu'il appelle son Cher frère dans les lettres qu'il lui adresse, et connaît son premier amour avec Louise Nast, la cousine de ce dernier.
De 1788 à 1793, il est étudiant en théologie au Grand Séminaire protestant ou Tübinger Stift de Tübingen, en même temps que Hegel et le précoce Schelling (lequel Schelling est d'ailleurs un lointain cousin de Hölderlin par la branche maternelle). La Révolution française remplit d'enthousiasme ces jeunes Stiftler qui vont planter un arbre de la liberté sur les rives du Neckar. Dès ses années du Tübinger Stift, Hölderlin rencontre aussi Isaac von Sinclair (de).

### «La Grèce de Hölderlin» (1793 à 1806)
La « Grèce de Hölderlin » est une autre Grèce que celles respectivement « classiques » de Goethe, de Schiller, de Winckelmann. C'est une sorte de Grèce souabe « poétiquement habitée » des « dieux » de Hölderlin dans le mythe poétique « grec » de « la Nature ». Dans des textes d'après 1800, notamment avec les Remarques sur Œdipe et Antigone, la Grèce de Hölderlin signifie autant « l'étranger » qu'un retour  à ce qui sera traduit (au XXe siècle) ou interprété (depuis Heidegger) comme   le « natal », ou le « nationel », pour vaterländisch (« patriotique »).

#### Le temps d’Hypérion(1797-1799) et deLa Mort d'Empédocle(1797-1800)

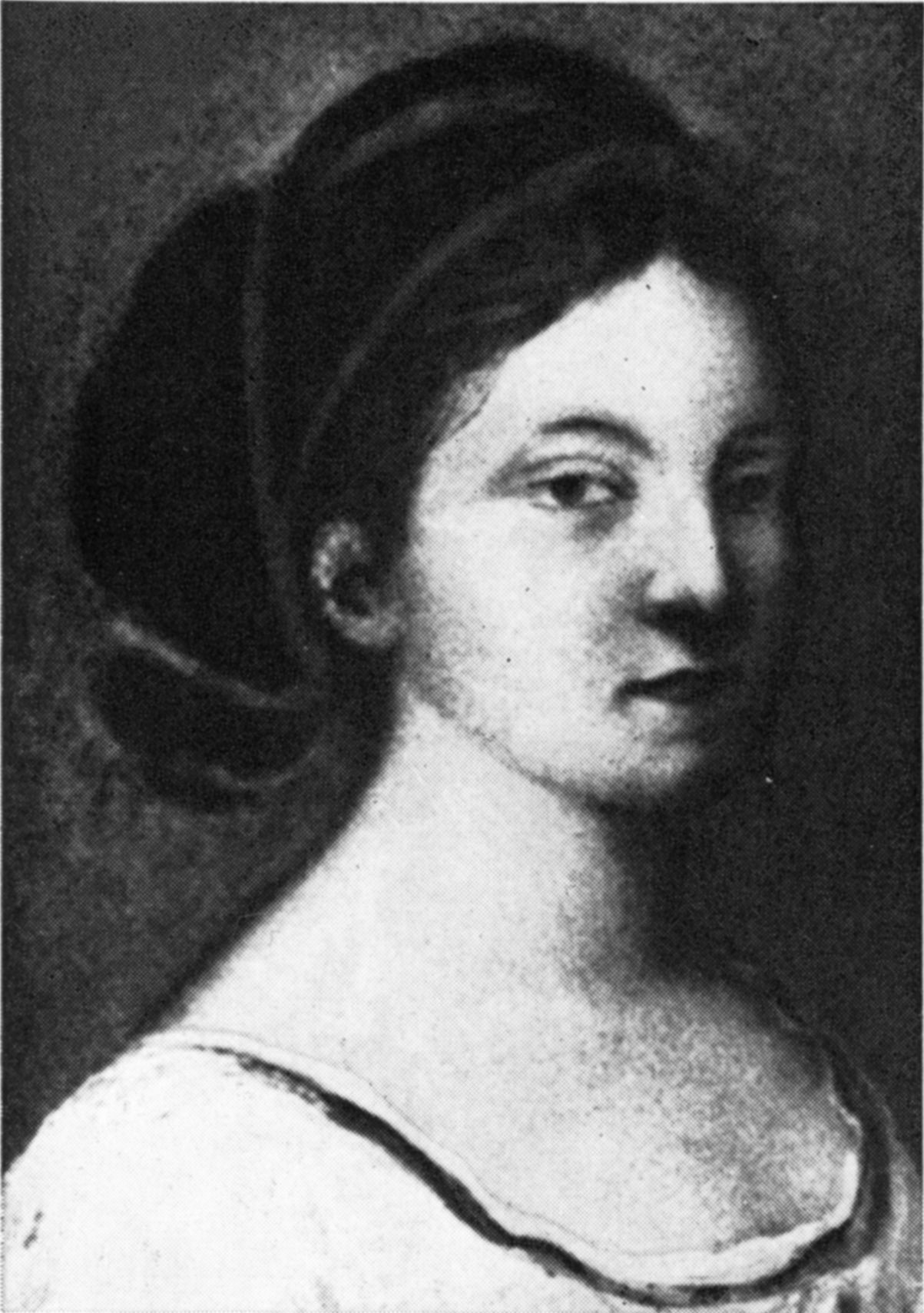
Susette Gontard, la « Diotima » de Hölderlin.

En 1793 Hölderlin est présenté à Friedrich Schiller, avec lequel il entame une correspondance suivie et qui publie certains de ses poèmes. La même année, il travaille comme précepteur au domaine de Waltershausen, près de Saal an der Saale, chez l'amie de Schiller, Charlotte von Kalb, et connaît quelques déboires dans son travail d'éducateur, du fait que son élève, Fritz von Kalb, s'adonne trop souvent à la masturbation. Un tournant décisif dans sa vie est l'obtention d'un autre poste de précepteur dans une maison appartenant à un riche banquier de Francfort, Jakob Gontard. Hölderlin rencontre en Susette Gontard, qu'il appelle « Diotima » dans ses poèmes et dans son roman Hypérion, le grand amour de sa vie.

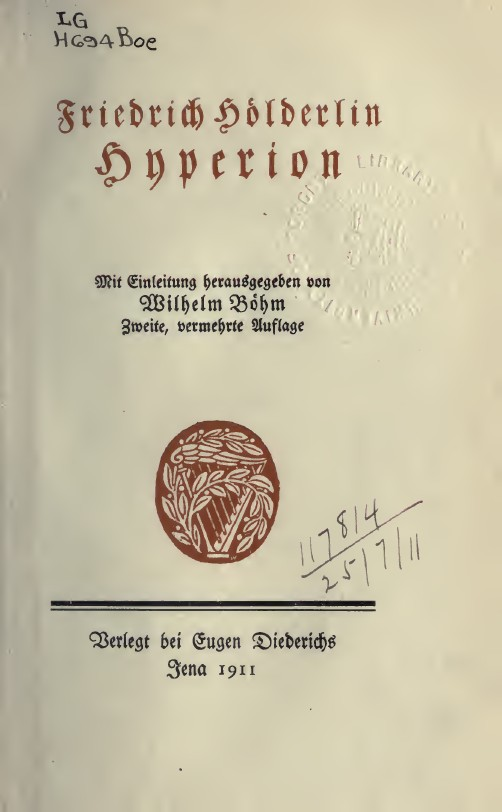
Friedrich Hölderlin, Hyperion.

Le bonheur de cette relation ne dure pas : le mari la découvre, et elle est incompatible avec l'époque. Pourtant, ils continuent à correspondre et à se rencontrer secrètement. Ils se voient pour la dernière fois en 1800. Les lettres de Suzette adressées au poète renseignent assez précisément sur ce qu'a pu être cet amour.
Hölderlin quitte Francfort en septembre 1798. Survient alors une période d'intense créativité, avec les grandes élégies et le second volume d' Hypérion. Il écrit également des textes philosophiques et une tragédie, Der Tod des Empedokles (La Mort d'Empédocle) : Empédocle comporte trois versions différentes dérivant du plan originel, dit « de Francfort ».

#### Le temps des grands poèmes (1800-1806)

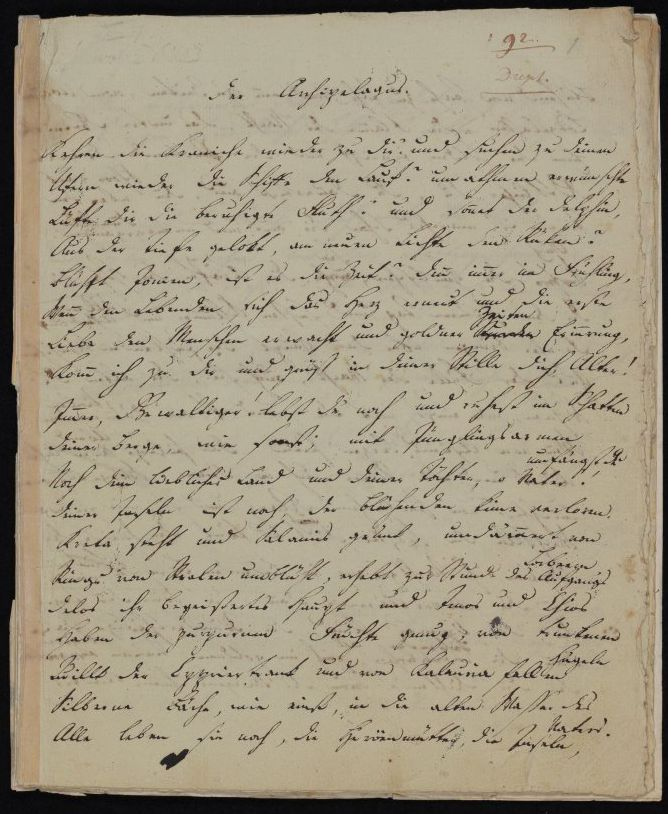
Manuscrit de Friedrich Hölderlin Der Archipelagus (« L'Archipel »), page 1, de Homburg, 1800

Parmi les grands poèmes de Hölderlin, on peut citer Brod und Wein (Du Pain et du vin, 1800), élégie rapprochant Jésus et Dionysos, Der Archipelagus (1800-1801), où l'on voit à l’œuvre le « retour » à la Grèce antique que Hölderlin fait effectuer poétiquement à l'Allemagne de son temps, très située cependant dans sa Souabe natale, Heidelberg ; Der Rhein (Le Rhin, 1803, publication en 1808), des odes sur la ville et le fleuve, et le patriotique Germanien (écrit en 1801, publication en 1895). Dans la conclusion de son hymne Patmos (1803, publication en 1808), le poète dit qu'il appartient à la « poésie allemande » de « respecter la lettre immuable » et d'« interpréter avec soin tout ce qui demeure ».

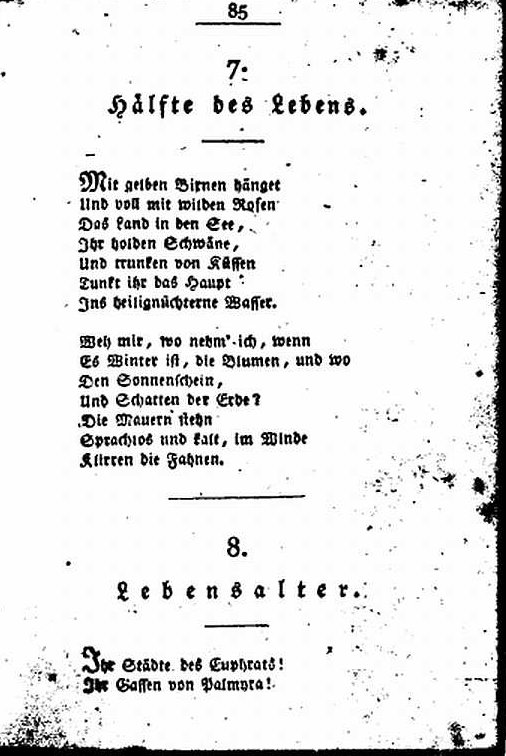
Hölderlin, Hälfte des Lebens (« Moitié de la vie »), édition de 1805.

En janvier 1801, il trouve un emploi de tuteur à Hauptwil en Suisse puis est remercié trois mois après. Il revient dans sa famille et trouve un emploi à Bordeaux. Peu avant son départ pour la France, en décembre 1801, Hölderlin déclare : « Maintenant je peux rejoindre une nouvelle vérité, une meilleure vision en grande partie de nous-mêmes et de ce qui nous entoure, en pensant que j'ai peur de ces choses qui peuvent éventuellement s'associer à moi comme pour l'ancien Tantale, qui a reçu des dieux plus qu'il ne pouvait en digérer. »
Au début de 1802, Friedrich Hölderlin enseigne en tant que précepteur aux enfants du consul de la république de Hambourg, Daniel Christophe Meyer, au château de Fongravey, sur la commune de Blanquefort située au nord de Bordeaux. Des traces de ce séjour apparaissent dans le poème Andenken (Souvenirs). Après avoir tenu ce bref emploi de précepteur à Bordeaux, Hölderlin retourne en  Allemagne. Ce voyage du « retour », effectué probablement à pied, à travers la France post-révolutionnaire, renferme sa part de mystère et d'inconnu. L'histoire littéraire tend en tous les cas à dater l'éclosion de la « folie » du poète du « retour de Bordeaux ». Hölderlin a appris la mort de Susette Gontard et revient à Nürtingen fin 1802. Après deux années à Nürtingen, il obtient un emploi de bibliothécaire à la cour de Hombourg. Son état de santé se dégrade de plus en plus. Le 11 septembre 1806, il est interné de force dans la clinique du docteur Johann Heinrich Ferdinand Autenrieth (de) à Tübingen.
Les grands Hymnes de Hölderlin sont écrits entre 1800 et 1803, et des fragments de la grande poésie hymnique sont écrits jusqu'en 1806 environ (la datation devient difficile à ce moment-là). À partir de 1800, Hölderlin traduit Pindare et Sophocle. Les Remarques sur Œdipe et Antigone sont des textes très denses sur la tragédie et la traduction occidentale du mythe tragique dans le monde moderne.

### Dernières années (1807-1843)
Les trente-six dernières années de Hölderlin correspondent à la « deuxième moitié » de sa vie et de son œuvre, celle de la folie.

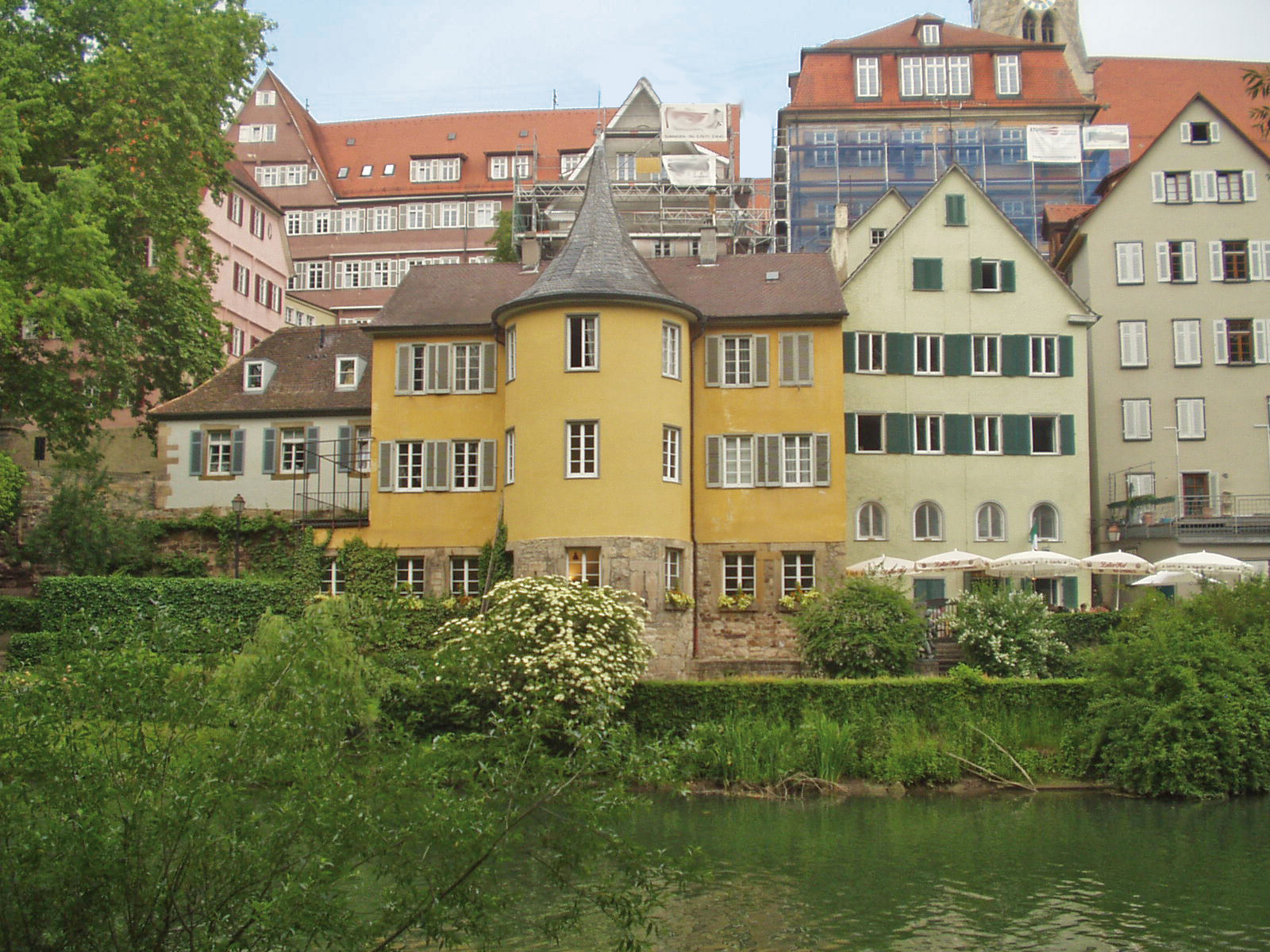
La tour de Hölderlin à Tübingen aujourd'hui.

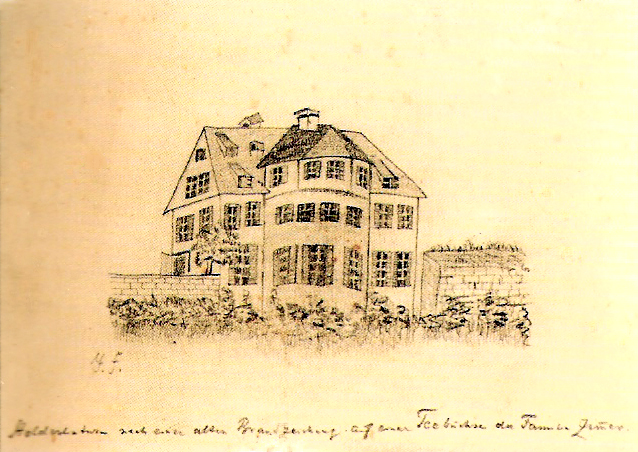
Dessin, 1866 env. : vue de la maison des Zimmer chez qui Hölderlin fut pensionnaire.

Plusieurs mois après son internement (septembre 1806) dans la clinique d'Autenrieth (de), où il subit un traitement qui, selon Pierre Bertaux, fait de lui « un homme brisé », il « échappe à l'enfer de la clinique » le 3 mai 1807, en devenant le pensionnaire du menuisier Ernst Zimmer à Tübingen, au bord du Neckar : « Une vie nouvelle commence pour lui. » Hölderlin rédige encore (de 1807 à 1843) des poèmes portant principalement sur le cycle naturel des saisons, en les affectant de dates fantaisistes (1748, 1936). À la fin de sa vie, à partir de 1841 d'après Michael Knaupp, il signera du pseudonyme Scardanelli. Friedrich Hölderlin meurt le 7 juin 1843. Il est enterré au cimetière de Tübingen.
C.T. Schwab fait paraître après la mort du poète la première édition de son œuvre (1846).

## La place de Hölderlin dans le contexte allemand de son temps
Bien qu'il soit souvent considéré en France comme un poète « romantique », Hölderlin participerait plutôt du classicisme et de l'idéalisme allemand en philosophie au regard de l'importance que représente la Grèce antique dans sa poésie et sa pensée. Toutefois, sa conception de la Grèce est parfaitement originale et ne sera pas comprise des classiques de Weimar Goethe et Schiller.

### Entre le classicisme et le romantisme
Hölderlin n'est pas directement affilié aux deux principaux mouvements littéraires de son époque, le classicisme de Weimar ou le romantisme, mais sa pensée reflète des éléments communs à ces deux grands courants. Dans son utilisation classique des vers, de la forme et de la syntaxe, Hölderlin peut d'abord être considéré comme le successeur de Friedrich Klopstock (1724-1803), qui tente de développer pour la langue allemande une perfection classique, la plaçant à l'égalité du grec et du latin. Hölderlin partage l'amour des classiques pour la edle Einfalt und stille Grösse (la noble simplicité et la magnificence du calme), formulé par Johann Winckelmann (1717-1768), en y ajoutant son sens mythique de la nature au travers d'un syncrétisme réalisé à partir d'éléments traduits du mythe grec et du christianisme.
Le germaniste Roger Ayrault fait passer la ligne de démarcation entre le classicisme de Weimar et le romantisme par le renoncement à la nostalgie de la Grèce des « modernes » romantiques : « La disponibilité des Romantiques en face des problèmes de l'époque eût été impossible s'ils ne s'étaient affranchis de la présence obsédante de l'antiquité ». Dès lors, étant donné l'importance de la Grèce dans la poésie et la pensée de Hölderlin, et le caractère singulier du mythe créé que représente cette « Grèce de Hölderlin », il peut paraître problématique de classer Hölderlin parmi les Romantiques.

### Hölderlin et l'idéalisme allemand

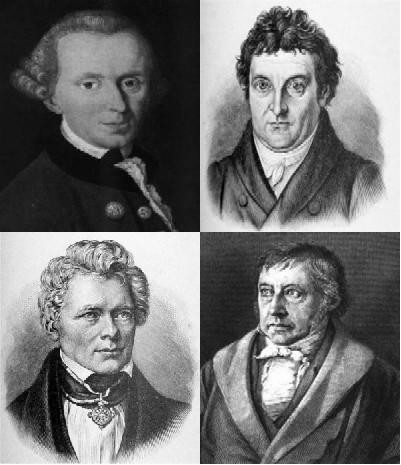
Philosophes de l'idéalisme allemand : Kant, Fichte, Schelling, Hegel

Grand lecteur de Kant et auditeur de Fichte, Hölderlin joue aussi un rôle important dans le développement de la philosophie postkantienne, et participe à la formation de l’idéalisme allemand : il est le coauteur du « plus ancien programme systématique de l’idéalisme allemand » (texte à la paternité controversée coécrit autour de 1795 par Hölderlin, Schelling et Hegel).

#### Confrontation avec l'enseignement de Fichte
Hölderlin fut l'auditeur direct de Fichte à Iéna en 1794-1795.

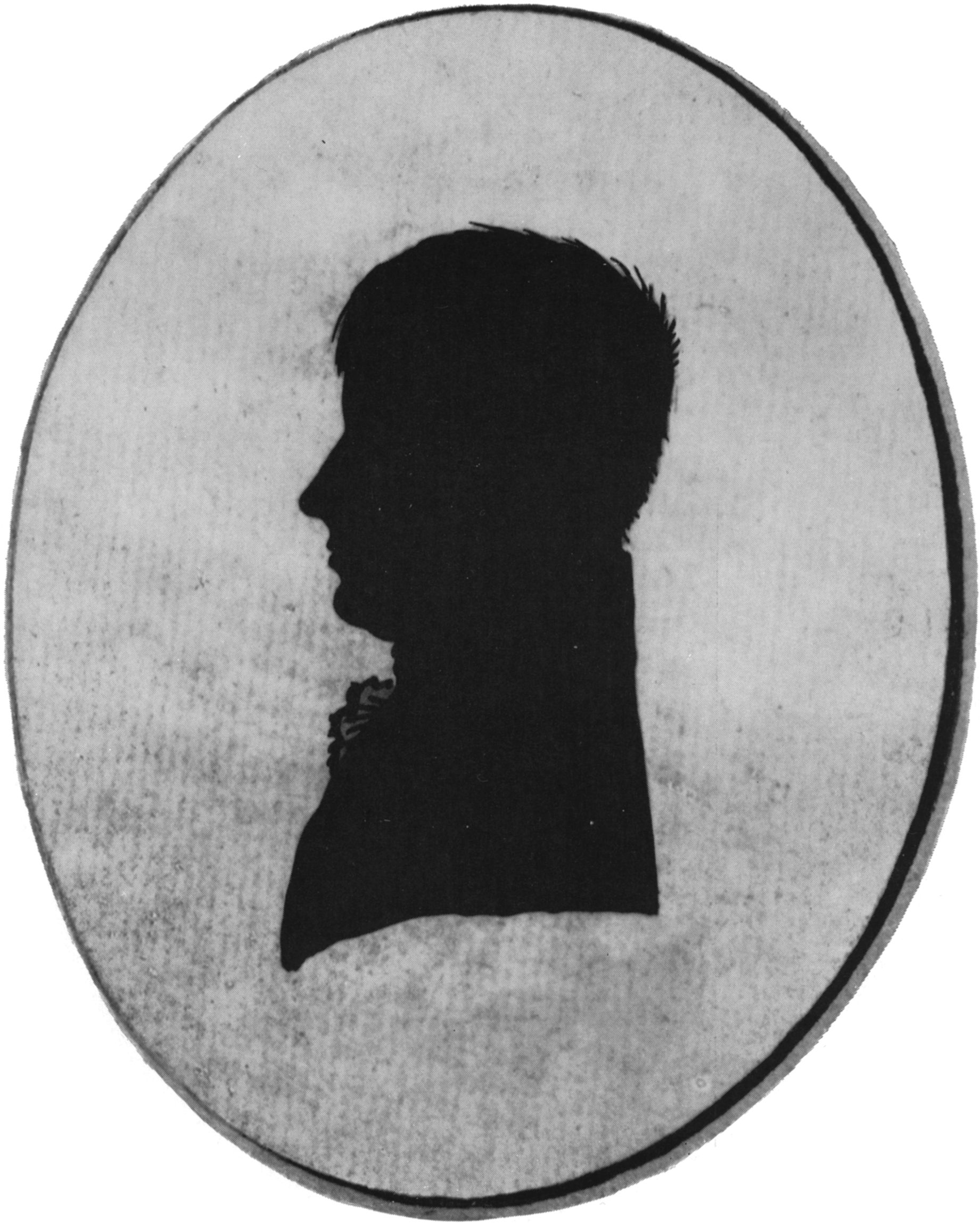
Silhouette de Hölderlin, 1797.

À la mi-août 1794, Charlotte von Kalb, chez qui Hölderlin était précepteur, a reçu à Waltershausen « les premiers feuillets de la Grundlage que Fichte vient d'éditer pour ses étudiants d'Iéna. Hölderlin en entreprend aussitôt la lecture. » En se fondant sur une remarque de Dieter Heinrich, Jean-François Courtine souligne que le départ précipité fin mai 1795 de Iéna, où Hölderlin s'était rendu début novembre 1794 avec son élève Fritz von Kalb, « est tout sauf un adieu à la philosophie, une “fuite” loin de la spéculation ». Hölderlin, qui vit alors durant son séjour de sept ou huit mois à Iéna « comme écrivain indépendant », est« introduit notamment dans le cercle de Schiller ». Il « rencontre Fichte à plusieurs reprises et surtout il suit son enseignement : les cours de Fichte, d'octobre 1794 à mars 1795, portaient sur la doctrine de la science (Über das Eigentümliche der Wissenschaftslehre) et en particulier sur ce qui correspond à la troisième partie de la Grundlage (Über praktische Philosophie) ».

#### 1795: Jugement et Être, critique de Fichte
D'après Jean-François Courtine, le fragment philosophique de Hölderlin Urteil und Sein, « peut être considéré comme le point culminant du débat engagé par Hölderlin avec l'idéalisme allemand fichtéen ».
Jacques Rivelaygue montre au chapitre « La genèse du système hégélien » de ses Leçons de métaphysique allemande combien « la place de Hölderlin dans la vie intellectuelle de son temps » est à relever : Hölderlin représente, écrit-il, « un moment de l'idéalisme allemand ». En fait, « dès le départ », explique Rivelaygue, « Hölderlin critique le principe même de l'idéalisme allemand qui veut, en identifiant l'être de l'étant à la subjectivité, en faire le fondement ». Il commente longuement ce texte où Hölderlin exprime sa position critique vis-à-vis de la première philosophie de Fichte. Selon lui, « Schelling et Hegel vont réagir à l'objection » de Hölderlin « en essayant de trouver des solutions dans le cadre de l'idéalisme absolu » : Hegel est « moins attentif aux objections de Hölderlin que ne l'est Schelling ».

### Vers une philosophie de l'histoire: le rapport Grèce / Hespérie
Alors que, rétrospectivement, le droit est accordé à la philosophie de « commenter la poésie  depuis Heidegger », il est moins volontiers admis « qu'une poésie puisse se constituer de part en part comme une pensée philosophique », ainsi que c'est le cas pour Hölderlin.
À partir de 1800 et des « hymnes, odes et élégies » (1801-1803), période « généralement considérée comme le sommet de la production poétique de Hölderlin », remarque Isabelle Kalinowski, « la solennité énigmatique » des grands hymnes à « l'architecture imposante », avec « une syntaxe complexe de longues périodes arquées parfois sur plusieurs strophes », a « pour enjeu une philosophie de l'histoire ».
Kalinowski observe entre Hölderlin et le jeune Hegel comme un « partage des compétences » sur l'« idée de la synthèse et d'un dépassement des “limitations” (associées à l'entendement kantien, la faculté de séparation) ». À Tübingen, cette idée revêt d'abord pour Hegel et Hölderlin, « une signification politique, religieuse et esthétique » qui implique plusieurs refus : celui « d'un système de différences entre le prince et le peuple » en relation avec le renversement que préfigure la Révolution française ; le rejet d'une Église institutionnelle avec des fidèles dépendants d'un clergé ; enfin le refus d'une « coupure entre les poètes et le peuple ». La « Grèce »  est alors « le chiffre de cet accomplissement idéal », lequel suppose « une critique du présent ».
Toutefois, Isabelle Kalinowski a relevé auparavant que dans les élégies de Hölderlin comme L'errant, Stuttgart, Pain et vin, Retour, ce n'est pas l'expérience « élégiaque » d'une « perte personnelle » qui est mise en scène, mais « la proximité éminemment concrète de paysages et d'êtres aimés et l'aspiration à une synthèse dont la poésie a pour vocation d'énoncer douloureusement l'absence ».
L'évolution du poète et penseur devient prégnante avec les deux lettres à Casimir Ulrich Boehlendorff (de) de 1801 et 1802, où, avant et après le voyage à Bordeaux, se trouve analysé le rapport Grèce-Hespérie. Selon Philippe Jaccottet, l'analyse de Hölderlin va appliquer la loi paradoxale de Hombourg (poèmes du Cahier de Hombourg) sur l'opposition entre « fondement » et « signe ». Comme chez les Grecs, « le “feu du ciel” était vertu native », ceux-ci « ont excellé dans ce que leur culture leur a appris : la sobriété » qu'ils se sont « appropriée » à l'instar d'Homère. Au contraire, les Allemands, « chez qui la sobriété  est innée », ont jusqu'ici excellé dans « le pathétique acquis » : la tâche des Hespériens (Allemands, Occidentaux) est donc d'apprendre désormais « à faire librement usage de leur vertu native, donc sur un plan plus général, à se retourner vers leur patrie ».
Le rapport Grèce-Hespérie, qu'établit Hölderlin dans les lettres à Böhlendorff, se retrouve dans les Remarques sur Antigone , notamment dans la troisième partie, lorsqu'il est question de la distinction entre la Grèce et l'Occident et « entre leurs poétiques respectives », puis de « l'aspect historique de la tragédie et du retournement dont elle est le lieu ». Selon Jean-François Courtine, avec les lettres à Böhlendorff et les Remarques sur les traductions de Sophocle où se décide la vaterländische Umkehr de l'œuvre tardive de Hölderlin, se définit « une tâche nouvelle — et, si l'on y tient, moderne — de la poésie hespérique […] : confronter et réunir tous les lieux sacrés à la “lumière philosophique” de ce qu'il faut bien nommer une “philosophie de l'histoire”, pour leur assurer un site ou une assise ». La notion hölderlinienne de 
vaterländische Umkehr pose des problèmes de traduction, la traduction française connue par « retournement natal », due aux traducteurs de Heidegger comme François Fédier, ayant souvent été adoptée : Courtine note que non seulement il s'agit d'« une complète révolution de “la manière de chanter ” », mais aussi de « celle qui fait du pays natal et paternel (le Vaterland), du pays du Père ou davantage encore du Père qui est aux cieux (Vater im Himmel), la terre omnicompréhensive, celle justement du “Père de la Terre”, comme l'indique fortement la dernière strophe de la seconde version de L'Unique ».

## Réception de Hölderlin auXXesiècledans les pays germanophones

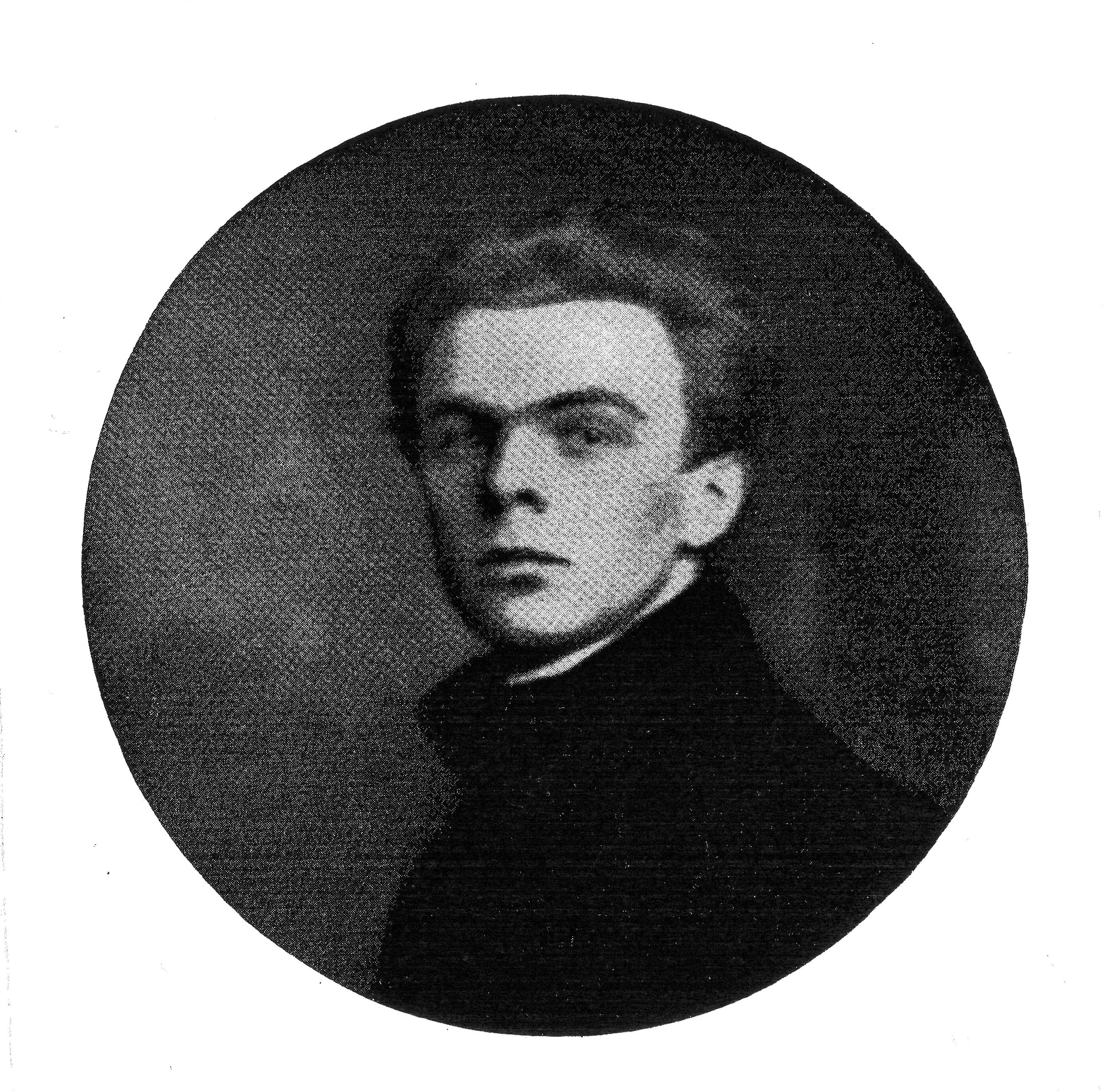
Norbert von Hellingrath

L'édition des œuvres complètes de Hölderlin par Norbert von Hellingrath (de), qui commence au début du XXe siècle, revêt une importance certaine dans la découverte ou la redécouverte du poète, dont néanmoins la parole et certains thèmes privilégiés de sa poétique vont aussi se trouver déformés sous le national-socialisme, en même temps que l'interprétation de sa poésie, notamment par Heidegger, représente un passage obligé de sa réception dans les milieux intellectuels.

### Écrivains de langue allemande
Nietzsche se montra vivement intéressé par Hölderlin, mais cela fut sans prolongement, jusqu'aux décadences du monde d'après-guerre en Allemagne, jusqu’à ce que le poète reçoive une plus grande attention, en partie due à l'enthousiasme de Norbert von Hellingrath.
Rainer Maria Rilke prend connaissance de la grande poésie de Hölderlin en 1914, par l'édition de Norbert von Hellingrath à ses débuts : pour Rilke, c'est la période où il écrit les Élégies de Duino (1912-1922).
Hölderlin est avec Goethe et les romantiques allemands, l'un des auteurs qui comptent  dans l'« itinéraire intellectuel » de Walter Benjamin : selon Rainer Rochlitz, Benjamin va s'appuyer dans un premier temps  sur leurs œuvres dans l'intention de « regénérer la critique littéraire et la philosophie » ,. Philippe Jaccottet rend hommage en note à cette « remarquable étude » de Walter Benjamin sur Courage du poète, première version en 1800/1801 de Timidité de Hölderlin en 1802/1803, dans son édition de Hölderlin, Œuvres, en 1967 ,.
La forme du « fragment » dans le lyrisme hymnique de Hölderlin a profondément influencé par ailleurs la poésie de Stefan George, Georg Heym, Georg Trakl, Paul Celan, Ingeborg Bachmann et d'autres jeunes auteurs.

### 1923: lavaterländische Umkehrde Hölderlin selon W. Michel
En Allemagne, le modèle interprétatif  du « tournant patriotique » (vaterländische Umkehr) est formulé pour la première fois en 1923 par Wilhelm Michel dans son ouvrage Le tournant occidental de Hölderlin.
Dans Hölderlin et Heidegger, Beda Allemann critiquera la conception de Michel sur plusieurs pages au cours d'un paragraphe qu'il intitule « Le prétendu virage occidental ».
En 1965, François Fédier traduit vaterländische Umkehr, expression qui apparaît dans les Remarques sur Antigone de Hölderlin, par « retournement natal ». Traducteur de Martin Heidegger, François Fédier avait traduit en 1959 l'ouvrage de Beda Allemann Hölderlin et Heidegger (Hölderlin und Heidegger, Freiburg, 1954), où il indique en note dans sa préface que cette traduction « 
Retournement natal » est « celle de Maurice Blanchot dans son remarquable article « Le tournant », in N.R.F., n°25, janvier 1955 ».

### Déformation de l'image de Hölderlin sous le régime national-socialiste
Selon Isabelle Kalinowski, la formulation de Wilhelm Michel d'un « tournant patriotique » fournit, dans l'entre-deux guerres, l'argument d'une « lecture nationaliste (au demeurant combattue par certains philologues) de celui dont on voulut faire le “poète de la patrie allemande” et qui connut à ce titre une véritable apothéose sous le régime national-socialiste ».
Le germaniste français Jean-Pierre Lefebvre relève qu'au moment du centenaire de la mort de Hölderlin, peu après Stalingrad, eurent lieu « des célébrations “appropriatrices” dont l'écho trouble encore la lecture » des œuvres du poète. Tübingen fut alors « déjudéisé », tandis que « dans les musettes des soldats de la Wehrmacht en train de mettre l'Europe à feu et à sang », fut glissée « une petite anthologie spéciale des poèmes de Hölderlin, dite Feldauswahl ».

### L'interprétation heideggérienne
Les textes de Heidegger sur Hölderlin sont principalement rassemblés dans Approche de Hölderlin (titre en français), en allemand : Erläuterungen zu Hölderlins Dichtung (1936-1968) : d'après l'édition allemande la plus récente, les Erläuterungen (« Éclaircissements ») sont en effet à compléter avec les trois grandes conférences sur Hölderlin des semestres d'hiver 1934/35 et 1941/42 et du semestre d'été 1942 . Le texte intitulé « Pourquoi des poètes ? » — citation de Hölderlin dans l'élégie Pain et vin (7e strophe) — se trouve dans les Chemins qui ne mènent nulle part (titre français pour Holzwege, littéralement : « Chemins de bois »).
À partir de 1936, c'est « dans le contexte des lectures prophétiques » de sa poésie « sous l'angle du “destin” du “peuple de la poésie et de la pensée” inaugurées par les disciples de Stefan George » que Heidegger commente Hölderlin. Ainsi va-t-il dédier sa première conférence sur Hölderlin à Norbert von Hellingrath (de) : il y insiste sur ce qu'il interprète « comme une rupture de Hölderlin avec Hegel et une sortie hors de la “métaphysique” », tout en congédiant par ailleurs « le paradigme révolutionnaire (et français) » qu'on trouve après 1801 dans la poésie de Hölderlin et qui fera l'objet de débats dans l'après-guerre.
L'interprétation heideggerienne de la poésie de Hölderlin a été critiquée dans son ensemble par Adorno et l'École de Francfort. Philippe Lacoue-Labarthe relève l'hostilité « irréductible » d'Adorno à l'égard de Heidegger, non seulement pour « une question de divergence ou d'opposition politique » au moment où la même année que Parataxe, Theodor W. Adorno critique « l'idéologie allemande » et son « fameux Jargon de l'authenticité » (Jargon der Eigentlichkeit, 1964), mais « pour une question de sensibilité. Et par conséquent de style »: il reproche à Heidegger son  « manque du plus élémentaire sens esthétique » ainsi que « l'emphase lourdement sacralisante de sa “prédication”  hölderlinienne » témoignant « tout simplement de son manque de goût ».

## Réception de Hölderlin en France auXXesiècle
La réception française de Hölderlin débute dans les années 1920 chez les surréalistes. En 1936, la thèse de Pierre Bertaux propose une lecture de la vie et de l'œuvre du poète en relation avec la Révolution française de 1789, tandis que sous l'Occupation, des écrivains vont choisir Hölderlin comme figure d'élection de leur engagement dans la Résistance. Dans l'après-guerre, la réception heideggérienne de Hölderlin en France deviendra prépondérante chez les intellectuels. Au début des années 1960, Hölderlin fait son entrée dans l'histoire de la psychanalyse avec la thèse « lacanienne » de Jean Laplanche.

### Années 1920-1930: poète, allemand, fou, romantique
C'est d'abord dans les milieux littéraires que Hölderlin commença d'être traduit en France au milieu des années 1920, alors qu'il était identifié comme un « poète fou ». En 1930, Pierre-Jean Jouve et Pierre Klossowski traduisent les Poèmes de la folie de Hölderlin. La réception littéraire française de Hölderlin eut d'abord lieu dans des revues (La N.R.F., Commerce, Mesures, Cahiers du Sud).
Les poètes surréalistes sont fascinés par « une série de figures emblématiques d'envers de la rationalité : le fou, le primitif, l'enfant, le mystique ». « Hölderlin en France » se trouve dès lors rattaché à « l'entité française du “romantisme allemand” » qu'aura popularisée Albert Béguin en 1937 dans L'Âme romantique et le Rêve. Isabelle Kalinowski explique comment, parmi d'autres « poètes et penseurs » venant s'opposer de manière paradigmatique au positivisme universitaire français de la IIIe République et « sous la bannière d'une aspiration “métaphysique” », Hölderlin va désormais cumuler « plusieurs prédicats, poète, allemand, et fou ». Ces prédicats vont assurer son prestige alors que la majeure partie de son œuvre reste encore largement ignorée.

### Seconde Guerre mondiale et Occupation
Durant la Seconde Guerre mondiale et sous l'Occupation, la réception française de Hölderlin  est un exemple « particulièrement saillant » du décalage entre ce que peut représenter un auteur dans son pays d'origine et la fonction qui « lui échoit dans ses réceptions étrangères ». Isabelle Kalinowski observe comment certains écrivains engagés dans la Résistance ou dans la « Résistance littéraire » (revues de la zone libre et revues plus ou moins clandestines) choisissent Hölderlin, élevé au même moment « au rang de poète officiel de la germanité par le régime national-socialiste », pour « figure d'élection » : ainsi, dit-elle, René Char va-t-il recopier dans un cahier encore inédit des extraits de Hölderlin « avant de prendre les armes », tandis que Pierre Emmanuel (proche d'Aragon) publie Le poète fou en 1944 et salue les traductions du poète suisse Gustave Roud de Poèmes de Hölderlin en 1942.

### L'après-guerre: réception heideggérienne française de Hölderlin
Chez les intellectuels français, la réception après coup de Hölderlin au XXe siècle passe surtout par Heidegger : le livre de Beda Allemann, Hölderlin et Heidegger. Recherche de la relation entre poésie et pensée, paru en 1954 à Zurich et Fribourg i. B., paraît en 1959 aux P.U.F. dans la traduction de François Fédier.
Tandis que les philosophes allemands l'étudient de manière classique « comme un contemporain de Hegel et un acteur de l'idéalisme allemand », c'est surtout à partir des années 1960 qu'Hölderlin commence d'être lu en France comme philosophe, et ce, « presque exclusivement dans le prolongement direct, sinon la vulgarisation » des commentaires de Heidegger. Selon Isabelle Kalinowski, cette différence de réception de Hölderlin comme philosophe entre l'Allemagne et la France tiendrait à la réticence de la philosophie universitaire française vis à vis de la « littérature » ressentie dans toutes ses formes « comme une menace pour la scientificité de la discipline ». Dans l'après-guerre, avec « le rôle de plus en plus massif » joué par la réception de Heidegger (Jean Wahl, à la fois poète et philosophe en Sorbonne est l'un des premiers à introduire la pensée de Heidegger en France), les lectures heideggériennes de Hölderlin « induisent une multitude d'exégèses (et parfois des traductions ») par des philosophes français, dans le sillage de Jean Beaufret.

### Deux thèses françaises marquantes
En 1936, la thèse « jacobine » de Pierre Bertaux, germaniste et homme politique, met l'accent sur l'aspect « révolutionnaire » de Hölderlin dans le contexte historique de l'époque où les intellectuels allemands sont confrontés à la Révolution française. Un quart de siècle plus tard, la thèse de médecine du psychanalyste Jean Laplanche sur Hölderlin et la question du père, publiée en 1961, s'inscrit déjà dans le contexte des années 1960 en France.
- 1936 : La thèse « jacobine » de Pierre Bertaux

Dans sa thèse, intitulée Hölderlin. Essai de biographie intérieure , le germaniste français Pierre Bertaux considère que Hölderlin n'était pas « fou » au sens médical psychiatrique du vingtième siècle.
Il analyse surtout le rapport de Hölderlin à la Révolution française de 1789 et considère que l'orientation politique de Hölderlin était jacobine, engagement intellectuel « révolutionnaire » pratiquement impossible à faire reconnaître en plein absolutisme des princes allemands à la fin du XVIIIe siècle. Tous les intellectuels allemands, en premier lieu les deux grands « classiques » Goethe et Schiller, Schiller surtout, observent avec le plus grand intérêt les événements en France révolutionnaire de l'époque.
La lutte ultérieure de Pierre Bertaux pour défendre et développer cette thèse n'a pas été sans provoquer en Allemagne des réactions critiques chez certains psychiatres concernant le diagnostic établi de la maladie mentale de Hölderlin.

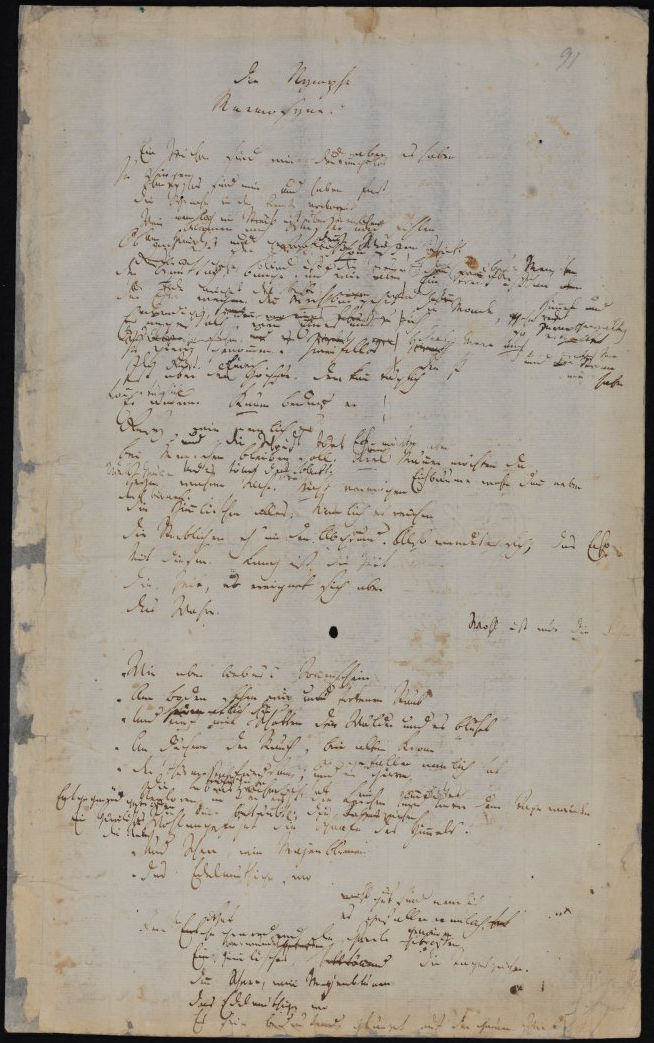
Page 91 du « Cahier de Homburg » (Homburger Folioheft) de Hölderlin : La Nymphe, avant-projet de Mnemosyne.

- 1961 : La thèse de médecine, « lacanienne », de Jean Laplanche

Avec Hölderlin et la question du père (1961) de Jean Laplanche, le genre de la « sacro-sainte psycho-biographie » commence à être mis en cause par la psychanalyse en plein essor en France au seuil des années 1960. Le livre de Jean Laplanche, salué par Michel Foucault, rencontre un certain succès auprès des intellectuels français. Laplanche énonçait son projet concernant Hölderlin de la façon suivante : 

« Comprendre dans un seul mouvement son œuvre et son évolution vers et dans la folie, ce mouvement fût-il scandé comme une dialectique et multilinéaire comme un contrepoint »

— Jean Laplanche, Hölderlin et la question du père, p. 13. Cité par Roger Laporte
Laplanche applique au « cas » de Hölderlin la « théorie des psychoses » de Lacan, celle d'une structure de la psychose par Forclusion du Nom-du-père, mais non sans quelques réserves. Dans une conclusion « ouverte », Laplanche fait « (r)ouvrir » à son Hölderlin « la question du père » en même temps que « la question de la schizophrénie comme problème universel ».

## Œuvres

### Principales œuvres
L’œuvre de Hölderlin comprend :
- Poèmes :
  - Premiers Poèmes, publiés en 1792 et 1793 ;
  - Poésie lyrique (Élégies, Hymnes, Odes, poèmes isolés) ;
  - Poèmes de la folie (1806-1843) ;
  - publications posthumes : Germanien (1895), Wie wenn am Feiertage (1910), Friedensfeier (1954).
- Roman : Hypérion ou l'Ermite de Grèce : roman épistolaire, première partie publiée en 1797, deuxième partie publiée en 1799.
- Drame : La Mort d'Empédocle : drame inachevé, trois versions furent écrites de 1797 à 1800 et la troisième fut publiée par Hölderlin en 1826.
- Traductions de Pindare (1799) et Sophocle : Antigone, Œdipe (1800-1804).
- Essais et fragments philosophiques.
- Correspondance.

### Publications du vivant de Hölderlin

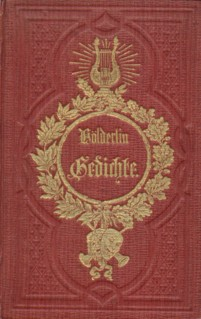
Friedrich Hölderlin, Gedichte (« Poèmes »), édition de 1847

- 1791 : (de) Erste Gedichte (Premiers poèmes), dans le Musenalmanach de Gotthold Friedrich Stäudlin pour l'année 1792.
- 1793 : (de) Hymnen (Hymnes) dans Poetische Blumenlese furs Jahr 1793 (Sélection florale pour l'année 1793).
- 1793 : (de) Elegien dans la Neue Thalia de Schiller.
- 1797-1799 : (de) Hyperion oder Der Eremit in Griechenland (trad. : « Hypérion ou l'ermite de Grèce »), paru chez Cotta (de).
- 1799 : (de) : Gedichte (Poésies) dans l'Almanach des Muses de Schiller et dans Taschenbuch für Frauenzimmer von Bildung de Neuffer.
- 1804 : (de) Die Trauerspiele Sophocles (les tragédies de Sophocle), übersetzt von Friedrich Hölderlin : 
  - 1er Band, Oedipus der Tyran, (Œdipe le tyran), texte sur Gallica ;
  - 2er Band : Antigonae, (Antigone) texte sur Gallica.
- 1826 : (de) Gedichte (Poésies) de Friedrich Hölderlin, éditées par Ludwig Uhland et Gustav Schwab.

#### En bleu adorable
In lieblicher Bläue..., traduit par André du Bouchet « En bleu adorable... », est un texte que Hölderlin aurait écrit dans sa période de « folie », après 1806. Ce poème est extrait du roman de Wilhelm Waiblinger (de) (1804-1830), Phaéton, publié en 1823, « où il est attribué à un poète fou de qui Hölderlin est le modèle ». Friedrich Beissner refuse de considérer ce texte « comme un poème authentique de Hölderlin ». Philippe Jaccottet, auteur du volume Œuvres de La Pléiade, relève que Heidegger l'appelle « un grand poème, inouï » et que le philosophe en « tire certains éléments de son essai : Hölderlin et l'essence de la poésie ». Le passage célèbre d' En bleu adorable, auquel se réfère plus particulièrement Heidegger, est : « Telle est la mesure de l'homme. / Riche en mérites, mais poétiquement toujours, / Sur terre habite l'homme ».

### Éditions des œuvres complètes de Hölderlin
- (de)Friedrich Hölderlin’s sämmtliche Werke, édition de Christoph Theodor Schwab, 2 volumes, Stuttgart et Tübingen, 1846 (première édition complète).

L'édition des œuvres complètes de Hölderlin par Norbert von Hellingrath (de) va beaucoup contribuer à la découverte et à la reconnaissance de l'œuvre d'Hölderlin au début du XXe siècle.
- (de) Sämtliche Werke (Historisch-kritische Ausgabe) : édition historico-critique commencée par Norbert von Hellingrath, poursuivie par Friedrich Seebass et Ludwig von Pigenot, Berlin 1923 et 1943.
- (de) Große Stuttgarter Ausgabe : « Grande édition de Stuttgart », dite « Édition de Stuttgart » (Stuttgarter Ausgabe) de Friedrich Beißner (de), 8 volumes, Stuttgart, 1943-1985.
- (de) Sämtliche Werke und Briefe. Hrsg. von Günter Mieth (de), 2 Bde, Berlin et Weimar 1970.
- (de) Sämtliche Werke ( Historisch-kritische Ausgabe) : édition historico-critique de D. E. Sattler (de), dite « édition de Francfort » (Frankfurter Ausgabe), 20 volumes et 3 suppléments, Stroemfeld Verlag, Frankfurt-sur-le-Main, 1975-2008. Cette édition non universitaire travaille sur les manuscrits de Hölderlin (méthode éditoriale s'appuyant sur la génétique des textes).
- (de) Sämtliche Werke und Briefe, édition de Michael Knaupp, 3 volumes, Munich, 1992–1993.
- (de) Sämtliche Werke und Briefe in drei Bänden, édition de Jochen Schmidt (de).

### Traductions françaises

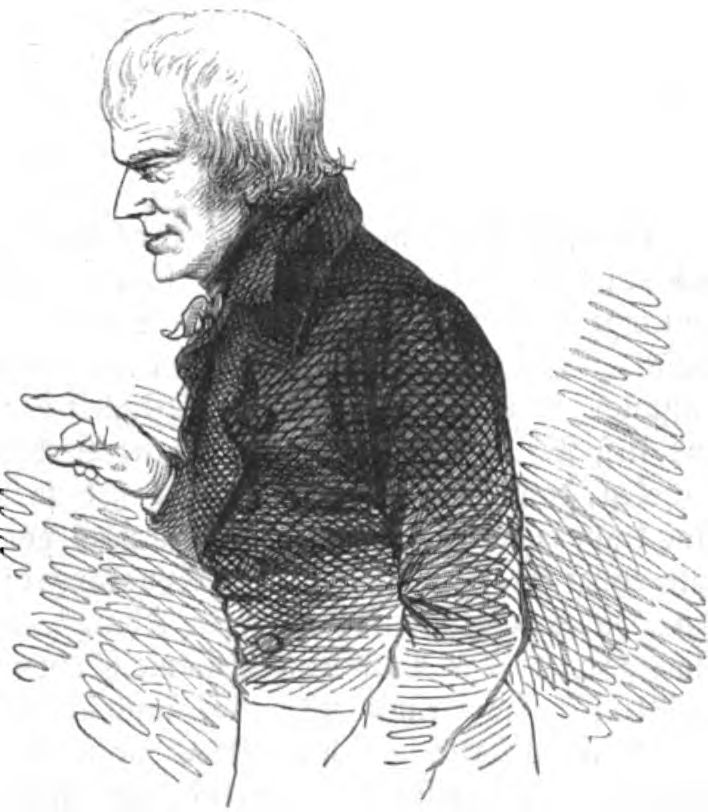
Hölderlin vers 1824, par JG Schreiner. Publié par Eduard Mörike dans le journal Freya.

#### Éditions d'œuvres complètes et éditions bilingues
(Dans l'ordre chronologique des premières parutions)
- Hölderlin, Poèmes / Gedichte, traduction de Geneviève Bianquis, Paris, Aubier, 1943.
- Hölderlin, Correspondance complète, traduction de Denise Naville, Paris, Gallimard, 1948 (Traduction d'après l'édition des Hölderlins sämtliche Werke, Berlin 1943[53])
- Hölderlin, Œuvres, éd. de Philippe Jaccottet, traduction de Ph. Jaccottet, D. Naville, Gustave Roud, R. Rovini, François Fédier, Michel Deguy, André du Bouchet, notes par P. Jaccottet, Bibliothèque de la Pléiade, 1967. Philippe Jaccottet se réfère à l'édition de Stuttgart et à l'édition Hellingrath (pour le plan chronologique)[54].
- Hölderlin, Œuvre poétique complète, trad. de François Garrigue, bilingue, Éd. de la Différence, 2005 ; rééd. Les Belles Lettres, coll. Classiques favoris, Paris, 1016 p., 2024  (ISBN 978-2251455914).

#### Éditions partielles
(Dans l'ordre chronologique des premières parutions)
- La Mort d'Empédocle, traduction et introduction d'André Babelon, Paris, Gallimard, 1929[55].
- Hypérion ou l'Ermite en Grèce, traduction de Joseph Delage, 2 vol., Paris et Neuchâtel, Victor Attinger, collection « Romantiques allemands », no 2, 1930.
- Poèmes de la Folie de Hölderlin, traduction de Pierre Jean Jouve avec la collaboration de Pierre Klossowski, Fourcade, 1930, rééd. Gallimard, 1963
- Poèmes, Version française de Gustave Roud, Lausanne, Mermod, 1942.
- Hölderlin le Poète – Étude critique suivi d'un choix de poèmes, par Maxime Alexandre, Marseille, Robert Laffont, 1942.
- Poèmes de Hœlderlin, traduction de Gustave Roud[56], dans Les Cahiers du Sud, Le Romantisme allemand, N° spécial publié sous la direction de G. Camille, E. Jaloux, P. d'Exideuil, Ch. Du Bos, J. Cassou, M. Brion, A. Béguin et J. Ballard, mai-juin 1937. Traductions d'Armel Guerne et Gustave Roud, dans Le Romantisme allemand (2e édition), Textes et études publiés sous la direction d'Albert Béguin, Les Cahiers du Sud, 1949.
- Hymnes, élégies et autres poèmes (1796-1804), Trad. d'Armel Guerne, Mercure de France, 1950 ; GF Flammarion, 1983.
- Hypérion ou l'Ermite de Grèce, trad. de Ph. Jaccottet, Mercure de France, Paris, 1965 ; réédition : Gallimard, coll. « Poésie », Paris, 1973.
- L'Antigone, de Sophocle, [texte de la trad. et adaptation en allemand d'Hölderlin, trad. en français] par Philippe Lacoue-Labarthe, suivi de [l'étude], La Césure du speculatif, par Philippe Lacoue-Labarthe, coll. Première livraison. Paris : C. Bourgois, 1978.  (ISBN 2-267-00122-5).
- Poèmes fluviaux, anthologie bilingue traduite de l'allemand, annotée et présentée par Nicolas Waquet, Éditions Laurence Teper, Paris, 2004,  (ISBN 2-9520442-5-2).
- Hypérion ou l'Ermite de Grèce, traduction, présentation, notes, annexes, chronologie et bibliographie par Jean-Pierre Lefebvre, Paris, GF Flammarion, 2005,  (ISBN 2-08-071166-0).
- Hölderlin, Fragments de poétique et autres textes, Éd. bilingue de Jean-François Courtine, Présentation, traduction et notes de  J.-F. Courtine, Paris, Imprimerie nationale Éditions, 2006,  (ISBN 2-7427-5991-3), comprenant notamment :
  - « [Être, Jugement] » (1795), p. 153-157.
  - « Lettres à Böhlendorff », 4 décembre 1801 et 2 décembre 1802, p. 365-372.
  - « Remarques sur Œdipe et sur Antigone » (1804), p. 383-440.
- Les chants de la terre natale, édition bilingue, choix, présentation et traduction de Ludwig Lehnen, coll. « Orphée », Éditions de la Différence, 2014.
- Hymnes, traduits et présentés par Raoul de Varax,coll. L'Ombellie, Éditions des Vanneaux, 2014.
- Élégies - Chants nocturnes, présentés et traduits par Raoul de Varax, Éditions de l'Atelier du Grand Tétras, 2016.
- Odes, présentées et traduites par Raoul de Varax, Éditions de l'Atelier du Grand Tétras, 2017.
- Poèmes à la Fenêtre / Poems at the Window, 2017, Odes éoliennes / Aeolic Odes, 2019, Les Elégies / The Elegies, 2020 -traductions métrées française et anglaise par Claude Neuman, édition trilingue allemand-français-anglais, Éditions ressouvenances : , , .
- Poëmes, sélection de poèmes par Thomas Piel, traduction par Gustave Roud, Éditions Allia, 2023

### Archives etBibliographie Internationale de Hölderlin(IHB)
Pour les articles homonymes, voir IHB.
En Allemagne, paraît en 1985 la première édition de la Bibliographie Internationale de Hölderlin (Internationale Hölderlin-Bibliographie — IHB). Le premier tome établi par Maria Kohler couvre la période 1804-1983. D'autres tomes suivent, élaborés par Werner Paul Sohnle et Marianne Schütz aux Archives de Hölderlin (Hölderlin-Archiv), jusque dans les années 1990. L'I.H.B s'est informatisée et a été mise en ligne le 1er janvier 2001.

## Adaptations

### Musique
Les poèmes de Hölderlin ont inspiré de nombreux compositeurs, à commencer par Brahms avec son Hyperions Schicksalslied (de) (Le Chant du destin d'Hypérion). Parmi ces compositeurs, on peut noter Richard Strauss (Drei Hymnen von Friedrich Hölderlin, opus 71), Max Reger (An die Hoffnung : « À l'Espérance »), Paul Hindemith, Benjamin Britten, Hans Werner Henze, György Kurtág, György Ligeti, Luigi Nono, Wolfgang Rihm, Hans Pfitzner, Hanns Eisler, Peter Cornelius, Richard Wetz (Hyperion), Josef Matthias Hauer, Stefan Wolpe, Viktor Ullmann (qui composa sa musique dans le camp de concentration de Terezin), ainsi que Georg Friedrich Haas (avec Hyperion). Les poèmes de la dernière période ont été mis en musique notamment par Heinz Holliger, auteur d'un monumental Scardanelli-Zyklus, et Kaija Saariaho dans différentes œuvres (Tag des Jahrs et Überzeugung pour chœur, Die Aussicht pour soprano et quatre instruments).
En France, en 1982, Hölderlin est cité dans la ballade-phare du chanteur rock Hubert-Félix Thiéfaine, Les dingues et les paumés (Album Soleil cherche futur).

### Théâtre

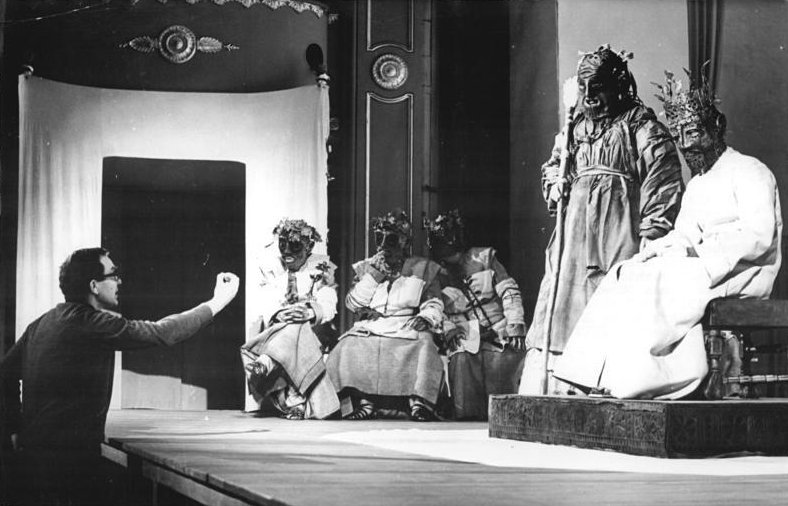
Répétitions à Berlin d'Ödipus Tyrann de Sophocle d'après Hölderlin de Heiner Müller, mise en scène de Benno Besson (à g.), 1967. À d. : Fred Düren joue Œdipe.

- En RDA, Ödipus Tyrann de Sophocle d'après Hölderlin, de Heiner Müller[61], est représenté au Deutsches Theater de Berlin dans la mise en scène de Benno Besson en 1967.

- Friedrich Hölderlin, sa vie et son œuvre, ont fait l'objet d'un culte, notamment par le metteur en scène allemand Klaus Michael Grüber, qui s'est attaché à traduire une esthétique théâtrale, conçue comme une alternance poétique autonome au texte et au parcours du poète souabe, tout en servant de traduction et de miroir. En réalisant Winterreise dans le stade olympique de Berlin, où eurent lieu les Jeux olympiques d'été de 1936 sous le régime nazi, Grüber mène, à travers la langue d'Hölderlin, une réflexion sur la destruction, l'errance, le crime, mais aussi la volonté de rédemption. Le comédien Michael König se trouve au centre de cette mise en scène historique. Gruber signera par la suite d'autres spectacles, tels qu'Hypérion présenté au Festival d'automne à Paris (1991), avec Bruno Ganz, qui a, quelques années plus tôt, incarné Empédocle, là aussi à l'Olympia-Stadion de Berlin, en 1976, dans une production du théâtre de la Schaubühne.

- Ödipus der Tyrann de Friedrich Hölderlin d'après Sophocle (traduction de Philippe Lacoue-Labarthe chez Christian Bourgois), dans la mise en scène de Romeo Castellucci, spectacle créé le 6 mars 2015 à la Schaubühne de Berlin, a été donné à Paris en coréalisation avec le Théâtre de la Ville dans le cadre du Festival d'Automne du 20 au 24 novembre 2015. Le personnage d'Œdipe était interprété par l'actrice Ursina Lardi, tandis qu'Angela Winkler tenait le rôle du Chœur en tant que mère supérieure d'une communauté de nonnes. Dans ce spectacle, Castellucci cherche à « faire coïncider les images d'Œdipe et de Jésus » selon un esprit « “asymétrique” et “féminin” »[62].

### Cinéma
- 1985 : Hälfte des Lebens (de) (d'après le titre éponyme du poème Hälte des Lebens de Hölderlin) est un film de la RDA réalisé par Herrmann Zschoche sur la vie de Friedrich Hölderlin ; le scénario est de Christa Kozik[63]). L'accent y est mis sur l'amour pour Susette Gontard, son impossibilité et la séparation obligée, ainsi que sur la mort à 33 ans de l'aimée en 1802, qui aurait plongé le poète dans une suite de profondes dépressions jusqu'à son internement dans la clinique d'Autenrieth en 1806 à l'âge de 36 ans, sans perspective de guérison de sa « folie »[64] : c'est alors que commence de fait la deuxième « moitié de sa vie » comme pensionnaire à partir de 1807 dans la famille du menuisier Ernst Zimmer à Tübingen. Le film fut primé en RDA en 1986, ainsi que le grand acteur Ulrich Mühe [note 4] pour son interprétation dans le rôle de Friedrich Hölderlin.

- 1986 et 1988 : en 1986, les cinéastes Jean-Marie Straub et Danièle Huillet réalisent La Mort d'Empédocle ou Quand le vert de la terre brillera à nouveau pour vous d'après la première version (1798) de La Mort d'Empédocle de Friedrich Hölderlin. En 1988, sortira Noir Péché, d'après la troisième version de la même pièce [65]. L'action ou plus exactement « le commentaire de l'action » se déroule en Sicile; la diction prime chez les Straub, le texte étant prononcé toutefois par « des bouches italiennes » dans le dialogue douloureux de Panthea (Martina Baratta) et Delia sur le sort du « philosophe présocratique et médecin Empédocle », ce « “rêveur redoutable” […] à présent abandonné des Dieux »[65]. Pour des « cinéastes radicaux » comme les Straub, comme pour un Hölderlin « rousseauiste », le message d'Empédocle, qui affranchit ses esclaves et refuse le trône d'Agrigente, serait profondément politique : « il s'agit de faire naître le citoyen, libre et souverain de ses actes, de sa vie et de sa mort. De l'armer de sa colère dans le désastre »[65].

- 1997 : la réalisatrice  Nina Grosse (de) réalise un film romancé, adapté à notre époque, intitulé Feuerreiter (Le cavalier de feu) sur Friedrich Hölderlin (interprété par Martin Feifel) et l'histoire de  son amour pour Susette Gontard (interprétée par Marianne Denicourt), tandis que l'ami du poète Isaac von Sinclair (de) (interprété par Ulrich Matthes), vu sous un angle homoérotique, se pose en rival de la femme aimée par Hölderlin, de qui il brigue également les faveurs. Ulrich Mühe joue dans ce film le rôle de Jacob Gontard, époux de Susette. Plus qu'un film historique ou une simple vie d'artiste, le critique Rüdiger Suchsland trouve exposée dans Feuerreiter une « anarchie des sentiments » où l'on ne sait pas « qui aime qui? »[66].